# دونگا زلگینگا
دونگا زلگینگا (به صربی: Donja Zleginja) یک منطقهٔ مسکونی در صربستان است که در الکساندراواک واقع شده‌است. دونگا زلگینگا ۲۹۶ نفر جمعیت دارد.